# 건강한 아침 김초롱입니다
건강한 아침 김초롱입니다는 MBC 표준FM(전국, 수도권 기준 FM 95.9MHz) 매일 아침 5시 5분부터 아침 6시까지 MBC 김초롱 아나운서의 진행으로 방송되는 건강정보 라디오 프로그램이다.

## 프로그램 역사
예전에 건강한 아침 황선숙입니다가 방송되다가 강영은 아나운서로 진행자가 변경되면서 《건강한 아침 강영은입니다》, 《아침풍경 강영은입니다》, 《아침을 달린다》라는 프로그램이 방송되었다가 2011년 5월, 기존 MBC 류수민 아나운서가 진행하던 《아침을 달린다 류수민입니다》가 폐지되고 《건강한 아침 황선숙입니다》가 다시 신설되었다. 2012년 170일 파업으로 보복하차를 당하여 TV 심의국으로 이동을 겪었고 2016년 3월 14일부터 2018년 10월 7일까지는 MBC 이진 아나운서가 진행하였고, 가을 개편으로 2018년 10월 8일부터 2023년 3월 26일까지 다시 황선숙 아나운서가 2년 6개월 만에 진행하였다. 2023년 3월 27일부터 김초롱 아나운서가 새로운 진행자가 되었으나, 2024년 6월 30일 끝으로 프로그램 13년 만에 폐지되었다.

## 역대 DJ
- 1기 강영은 아나운서
- 2기 류수민 아나운서
- 3기 황선숙 아나운서 1차 2011년 5월 9일 ~ 2016년 3월 20일
- 4기 이진 아나운서 2016년 3월 21일 ~ 2018년 10월 7일
- 5기 황선숙 아나운서 2차 2018년 10월 8일 ~ 2023년 3월 26일
- 6기 김초롱 아나운서 2023년 3월 27일 ~ 2024년 6월 30일

## 역대 방송 시간
| 방송 채널  | 방송 기간                        | 방송 시간                  |
| ---------- | -------------------------------- | -------------------------- |
| MBC 표준FM | 2011년 5월 9일 ~ 2024년 6월 30일 | 매일 아침 5:05 ~ 아침 6:00 |

## 코너 소개

### 라디오 주치의 (월~금)
- 순천향대학교 서울병원 가정의학과 유병욱 교수

건강에 대해 궁금한 것은 무엇이든지 물어보세요. 가정의학과 전문의가 여러분의 궁금증을 해결해 드립니다.

같은생각치과의원 정보윤 원장
화요일은 치과 전문의가 건강에 관한 여러분의 궁금증을 해결해드립니다.

정형외과 전문의 남기세 원장
수요일은 정형외과 전문의가 건강에 관한 여러분의 궁금증을 해결해드립니다.

누네안과병원 안과 전문의 최순일 원장
목요일은 안과 전문의가 건강에 관한 여러분의 궁금증을 해결해드립니다.

퓨어피부과 이수현 원장
금요일은 피부과 전문의가 건강에 관한 여러분의 궁금증을 해결해드립니다.

### 생활속의 한방 (토~일)
- 동국대 한의과대학 정지천 교수

건강에 대해 궁금한 것은 무엇이든지 물어보세요. 한방 전문의가 여러분의 궁금증을 해결해드립니다.

### 하루한알 의약상식 (월~금)
대한약사회 약 바로쓰기 운동본부 정재훈 약사
하루 한 알씩! 약에 관한 다양한 상식과 정보 전해드릴게요. 약에 관한 여러분의 궁금증 올려주세요.

### 김교수의 가정의학개론 (화요일)
- 고려대의대 가정의학과 김도훈 교수

### 마음클리닉 (수요일)
- 연세온정신건강의학과의원 오동훈 원장

### 이혁재의 건강 수업 (목요일)
- 리체한방병원 이혁재 원장

### 인체의 신비, 의학 이모저모 (금요일)
- 을지대의대 가정의학과 오한진 교수

### 마음 연구소 (토요일)
- 인지 심리학자, 작가  이고은 박사

### 조준호의 골든아워 (토요일)
- 연세대 의대 신촌세브란스병원 응급의학과 조준호 교수

양교수의 뇌건강 이야기 (일요일)
순천향대 신경과 양영순 교수

### 병원이야기 (일요일)
- 일신의원 김시영 원장

## 같이 보기
관련 항목
- 건강

방송 프로그램
- 써클하우스, 관계자 외 출입금지 (SBS TV)
- 썰전 (JTBC)
- 속풀이쇼 동치미, 판도라 (MBN)
- 강적들 (TV조선)
- 외부자들 (채널A)
- 오늘 아침 1라디오, 세상의 모든 정보, 라디오 전국일주 (KBS 1라디오)
- 스포왕 고영배 (MBC FM4U)
- 임형주의 너에게 주는 노래 (cpbc FM)